# セネガルサッカー連盟
セネガルサッカー連盟（セネガルサッカーれんめい、フランス語: Fédération Sénégalaise de Football、FSF）は、セネガルのサッカー統括団体。セネガルの首都ダカールに拠点を置き、1960年に設立された 。FSFは、特にプロとアマチュアのリーグ、ユース世代と女子のサッカーとアカデミーのために、セネガルでのサッカーの発展に支援を続けた。現在、FSFは、プロリーグの運営が管轄下のリーグ・セネガライゼ・ド・フットボール・プロフェッショネル（LSFP）によって行われており、FSFは代表チーム、ユース、女性のアマチュアサッカーといったすべてのサッカーを統括している。

## 沿革

### 2000年代以前
フランスの植民地であったセネガルにサッカーが伝わったのは、フランスの兵士達が健康を維持するためにプレーしたことから始まる。その後まもなく、サッカーはセネガル文化の重要な側面となり、FSFは1960年に設立された。
1964年、FSFは国際サッカー連盟 (FIFA) 並びにアフリカサッカー連盟 (CAF) に加盟。それ以前はFIFAへ未加盟だったため、FSFは1962 FIFAワールドカップや1963年までのアフリカネイションズカップ (AFCON) に代表チームを送ることができなかった。
1964年、FSFは1966 FIFAワールドカップ・予選に向けて初めて代表チームを編成したが、FIFAが当該予選をアフリカ・アジア・オセアニア予選としてアジアサッカー連盟 (AFC)、オセアニアサッカー連盟 (OFC) 及びCAFに対して「3連盟で1つ」という本大会出場枠を設定したため、大陸連盟で1枠分も与えられない不平等さと海外プレーオフに関連する高額な費用への懸念、さらにアパルトヘイト政策のためにCAFから追放されていた南アフリカ共和国サッカー協会と予選を争う可能性に抗議して、残りのすべてのCAF協会（15チームが予選出場予定であった）とともに大会から撤退した。

### 2000年代以降
2008年、ナベタネス・アマチュア近隣サッカー競技会とそれに付随する規制機関であるONCAVは、1950年代の開始以来初めてFSF（すなわちFIFA）と提携した。これは、独立したチームとFSFおよびスポーツ省（MoS）との間の統制をめぐる歴史的な闘争に続くものである。
セネガル代表が2010 FIFAワールドカップとAFCONの出場権を獲得できなかった後の2008年、代表の成績不振に不満を抱いたファンがダカールのFSF本部を襲撃、窓を破壊しバスを燃やした上、暴徒化したファンが燃えるバリケードを建て、看板や窓に損傷を与え、警察との激しい衝突に巻き込まれた、暴動は国立競技場で続いた。
ピッチ内外での諸問題が発生したことを受け、FSFはFIFA規約に準拠して解散となり、機能は管理適正化委員会に置き換えられた。この組織は、2009年にFSFが再編成されるまで残った 。 2011年7月、エル＝ハッジ・ディウフは、アフリカのサッカーシステム全体の汚職を主張、FSFはすべてのサッカー関連活動を5年間禁止する処分を下した。 FSFは後に2012年に禁止処分を撤回した。

セネガルの首都ダカールにあるスタッド・レオポール・セダール・サンゴール。

2011年12月、FSFとMoSの間の論争の後、アマラ・トラオレ監督との契約に関するトラブルから、アフリカネイションズカップ2012に向けた代表チームの準備が行き詰まる。トラオレの昇給の要求は省によって拒否され、その決定はその後FSFによって異議が唱えられた。これにより、チームの編成が遅れ、2つの強化試合が資金的なMoSとFSFの争いのためにキャンセルされ、MoSとFSFの関係が完全に崩壊した。最終的に合意が成立し、トラオレはチームを本大会出場に導いた。しかしセネガルはグループBで3連敗となった結果、トラオレはFSF実行委員会によって解雇され 、トラオレは不法な解雇と未払いの給与を求めて訴訟を起こし、履行に基づいて契約をキャンセルすることを認める条項は契約に存在しないと主張した。2012年4月、裁判所はFSFに対し、トラオレに72,000米ドルを支払うよう命じ、これが支払われなかった場合、裁判所はFSFの銀行口座を凍結するよう命じた。その後、両者は和解に合意した。
2012年10月13日にスタッド・レオポール・セダール・サンゴールで行われたアフリカネイションズカップ2013 2次予選・セネガル対コートジボワールの第2戦は、71分にコートジボワールのFWディディエ・ドログバが2得点目となるPKを決めて0-2とすると、PK判定に怒ったセネガルのファンが暴徒化し、スタンドからは火の手が上がり、石や缶、瓶が選手をめがけて投げられる事態となる。このため試合は74分の時点で打ち切りとなった。この試合はセネガルの配線扱いとなり本大会出場を逃しただけではなく、CAFはスタッド・レオポール・セダール・サンゴールを1年間の国際試合開催禁止の処分とし、FSFにも100,000米ドルの罰金を科した。
COVID-19の大流行の結果として、2020年に、連盟医療委員会の助言を受けたFSF幹部は、2019-20シーズンの残りをキャンセルすることを決議、昇降格を中止した。中止時点で上位だったテァンゲスFCにCAFチャンピオンズリーグの、ASCディアラフにCAFコンフェデレーションカップの、それぞれ出場資格を与えると共に、財政面で苦しむチームに財政的支援措置を行うと発表した。

## 活動
セネガルの独立後、セネガル政府は公的および私的なスポーツシステムを採用した。 FSFは、大会、トレーニング、代表チームを含む多くの活動について、スポーツ省（MoS）からの補助金に依存している 。FSFは、さまざまな部門を通じてセネガルサッカーの技術開発とプロモーションを担当するDTNを通じて、協会サッカー活動の大部分を統括している。

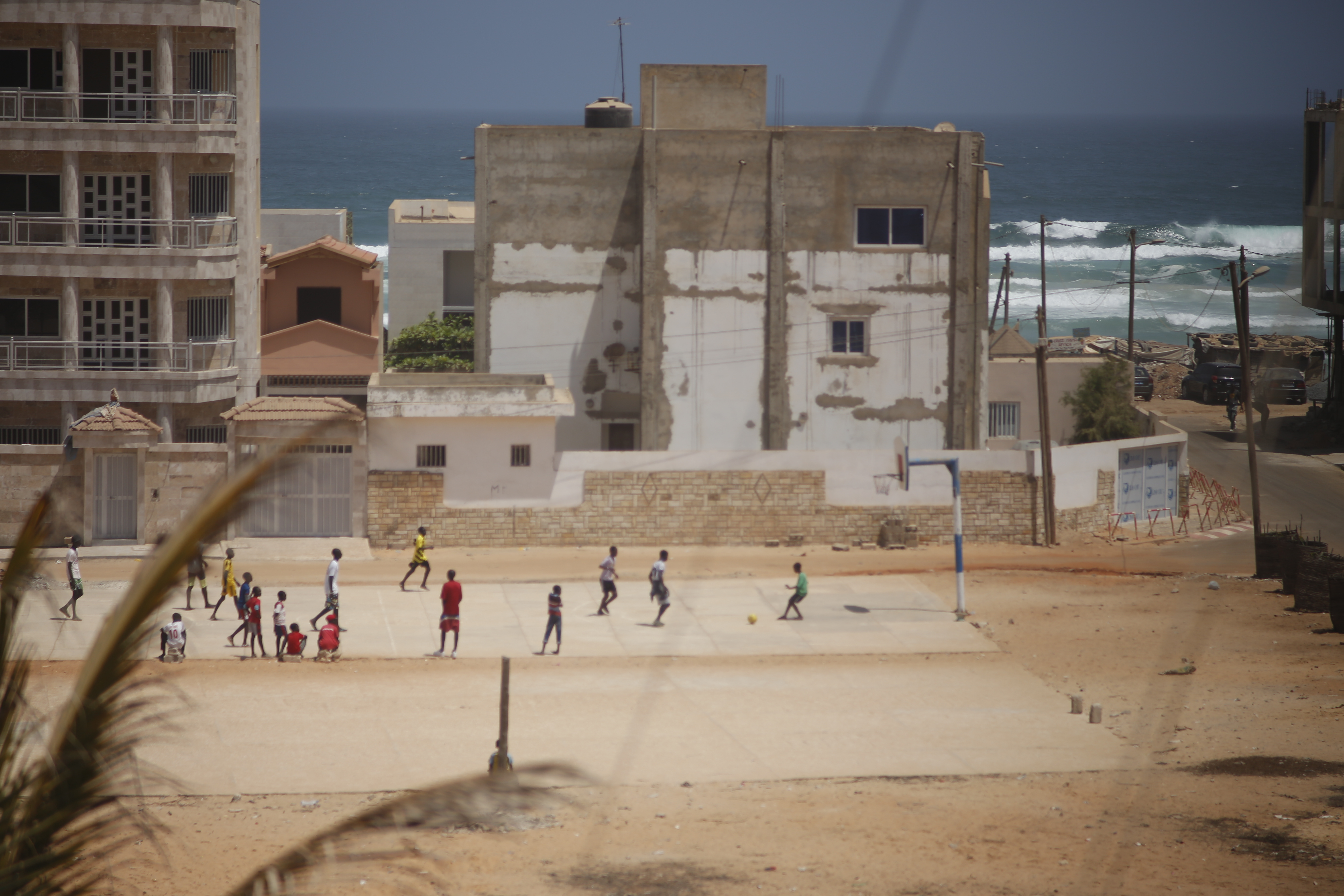
ダカールでの近隣アマチュア大会の試合。

### ナベタネス
FSFの、ナベタネス (Navetanes) による近隣アマチュア大会に対する権限は極めて限定的である。各チームまたは「スポーツ/文化協会」(ASC) は、地元の領土トーナメントに参加する近隣の管理者によって管理されている。 1970年、MoSはONCAVを組織して、リーグを統括し、各チームをASCとして登録して、ある程度の管理と権限を与えた。 1977年にASCはONCAVの権限を得て、FSFとMoSから再び独立した。最終的に、2008年にONCAVとナベタネスはFSFと提携するようになり、したがってFIFAとの権力闘争も終わり、ナベタネスはFSFの管理から完全に独立したままとなった 。FSFは、ASCがプロの競技会に参加することを選択した場合、または選手がFSF主管の競技会とナベタネスの間での移行を管理を通じて、ASCを（間接的に）規制した。つまり、選手はプロとして5試合でプレーすると、ナベタネスでの資格を失う形となった。

### 大会
すべてのアマチュアサッカー大会はFSFによって認可されている。最初は、アマチュアフットボールリーグまたはLFA（フランス語: Ligue du Football Am.）を通じて認可が行われる。LFAは、ナショナル1とナショナル2の2つのリーグで構成される。リーグはプロリーグのフィーダー競技として機能し、上位6つのナショナル1チームが、下位2つのリーグ2チームに代わってプレーオフに参加する 。FSFはまた、リーグカップだけでなく、リーグ1とリーグ2の上位2部門を運営するLSFPを通じてプロサッカーを間接的に管理している。これらのリーグは、セネガルのサッカーを専門化するためのFIFAからのアドバイスに従って、2009年に暫定正規化委員会によって創設された 。LSFPは、リーグを管理しているものの、2020年にFSFがCOVID-19のためにすべてのリーグを放棄したときのように、依然としてFSFの権限の下で運営されている 。FSFは、1961年に設立されたセネガルFAカップとセネガルスーパーカップを開催している。
FSFは、ユースサッカーと、ユース代表チームを含む関連リーグも統治している。 2011年、FSFは、セネガルの草の根サッカーの再構築を目指して、ジュニアクラブのプロリーグと並行してユースリーグを創設した。FSFは、競技会の輸送、資金提供、設備の編成、運営に責任を負う。

### 女子サッカー
FSFは、セネガルで女子サッカーを単独で管理している。セネガルでの女子試合は、ダカールのシカップリベルテにあるサッカースクールで女の子を非公式に指導したElior Khoumaから始まった。イタリア人の友人がミラノからチームを連れてきて、FSFとダカール市政府の支援を受けた試合でKhoumaの女子チームをプレーしましたが、5対2で敗れた。 1991年、この年創設されたアフリカ女子ネイションズカップに招待されたが、FSFがチームの派遣を拒否し出場しなかった。1990年代以前は、FSFは女子サッカーで小さな役割しか果たしていなかったが、ファンコイズ・セックの指導と代表チームの育成を通じて、FSFはリーグ戦、選手権、国際親善試合で活動し始めた。 2000年にセックが女子サッカーのトップに任命された後の2000年、FSFは一層女子サッカーに取り組み、12チームでナショナルリーグを設立し、ユニフォームの提供、コーチや輸送スタッフへの給与支払いを通じて女子サッカーを支援した。

### アカデミー
セネガルのユースアカデミーのほとんどは個人所有で運営されており、FSFのガバナンスの範囲外である。ほとんどのアカデミーは、未登録のアカデミーだけでなく、ローカルチームまたは外国チーム（あるいはその両方）によって管理されている 。MoSとFSFは、委任によりこれらのアカデミーを規制するだけであり、アカデミーチームがFSF認可の大会に出場することを登録しない限り、FSFに対する他の義務はなく、アカデミーの若者が適切に教育されることを保証している。
Aldo Gentina Academyは当時のFSF会長によって設立されたが、El Hadj Malick Syは、セネガルリーグ1クラブのASCジャンヌダルクとフランスのASモナコのコラボレーションとして設立された。
ジャンバルスFCのアカデミー（育成組織）は、FSFの副社長のサエア・セックと、元フランスのプロ選手のパトリック・ヴィエラ及びバーナード・レルマにより、2003年に創設された。このアカデミーはサッカーと教育の両方の面での育成を行なっており、当初はフランスのノール＝パ・ド・カレ地域政府とセネガル政府によって支援されていた。

### 規制と管理
以下を含む選手のステータス、登録、契約の安定性、未成年者の保護、トレーニング、報酬、連帯メカニズム、賃金、割り当て、制限はすべてFSFによって定められ、管理される。FSFは、さまざまな規制と管理規則を確立している。
FSFとLSFPは一緒に懲戒手続きを監督し、リーグは独自の懲戒モデルを運用し、協会は上訴の手段を提供する。 FSFは、独自の仲裁裁判所も運営している。

## 代表チーム
連盟は、男子、女子、青少年の全国サッカーチームを組織し、管理スタッフの任命、資金調達、試合の開催、スポンサーシップ、その他の組織的な問題に対処している。

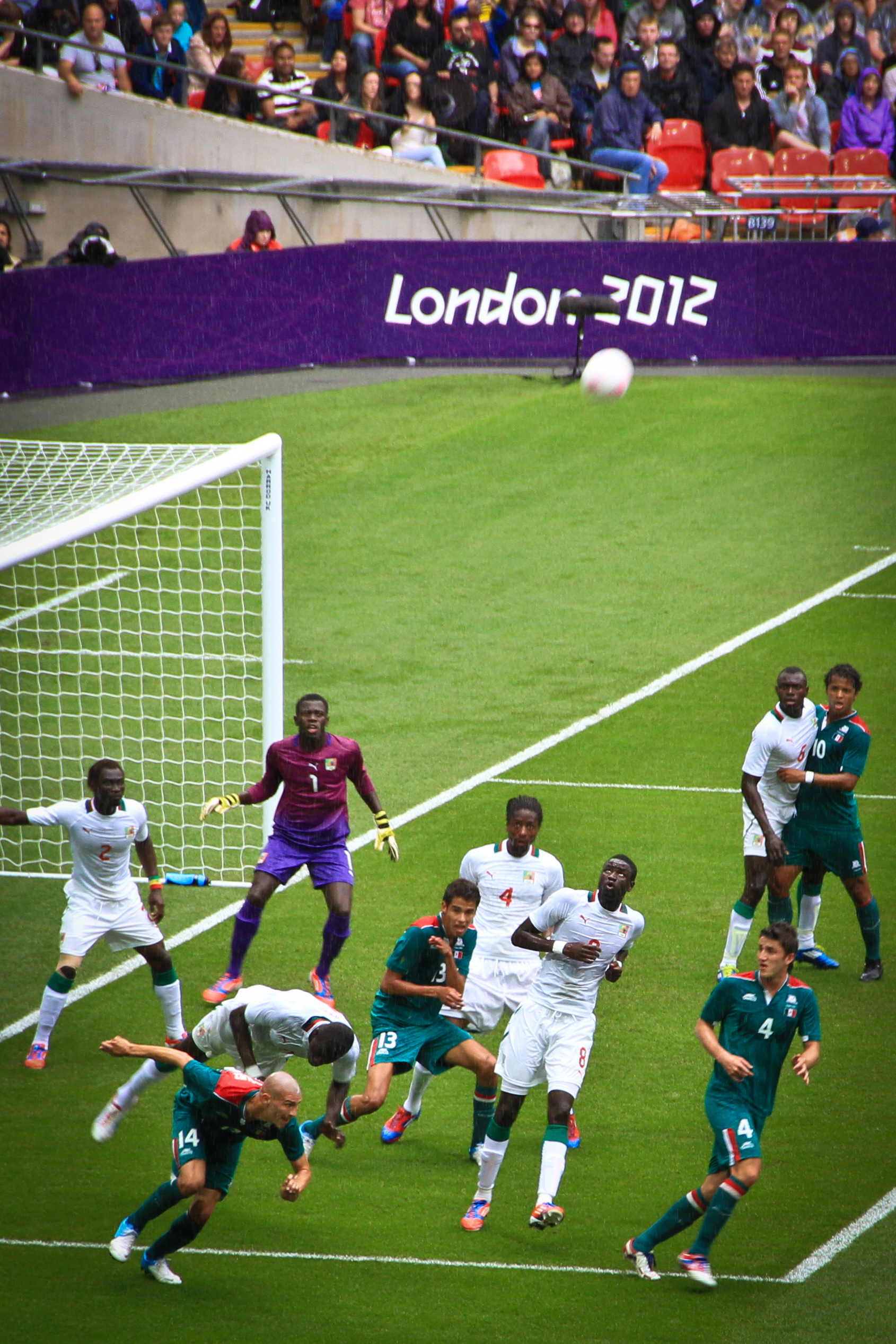
2012年ロンドンオリンピックの準々決勝、対メキシコ戦

### 男子代表チーム
“The Lions of Teranga”（テランガのライオン、フランス語： Les Lions de la Teranga ） の愛称で呼ばれる男子代表チームは、アフリカで最も上位にランクされる代表チームとされる。1960年代に結成されたチームは、西アフリカの大会で成功を収め、2回のAFCON決勝進出を果たし、2002 FIFAワールドカップでは準々決勝進出を果たした。

### U-23男子代表チーム
U23男子代表チームは、テランガのカブス（フランス語： Lionceaux de la Teranga ）の愛称を持つ。2012年のオリンピックで準々決勝に進出し 、2011年のCAF U23選手権で4位になった。 

### 女子代表チーム
1990年代後半に設立された 、女性チームは2012年に最初のAFCONに到達し、グループステージで敗退した。

### U-20男子代表チーム
U-20チームはシニアチームのフィーダークラブであり、FIFA U-20ワールドカップでは3回の出場で、2015年には準決勝に進出した。 

### U-17男子代表チーム
チームは、2011年のU17 AFCONに初の大陸出場を果たし、2019年のFIFA U-17ワールドカップに初出場した。

## スポンサー
- プーマ[42]
- オレンジ[43]